# Linton Hope
Linton Chorley Hope (* 18. April 1863; † 20. Dezember 1920) war ein britischer Segler und Schiffbauingenieur.

## Werdegang
Linton Hope nahm an den Olympischen Spielen 1900 in Paris teil, wo er in drei Wettbewerben als Crewmitglied der von ihm entworfenen Scotia antrat. In der gemeinsamen Wettfahrt erreichte die Scotia zwei Minuten vor der Aschenbrödel aus Deutschland als erstes Boot das Ziel, womit Hope ebenso wie Skipper Algernon Maudslay und seine übrigen Crewmitglieder John Gretton und Schiffseigner Lorne Currie Olympiasieger wurde. In der Bootsklasse 0,5 bis 1 Tonne gelang ihnen in der ersten Wettfahrt ein weiterer Olympiasieg, während sie in der zweiten Wettfahrt als Viertplatzierte eine erneute Podiumsplatzierung verpassten.
Er führte ein eigenes Unternehmen, die Linton Hope & Company, die neue Boote entwarf und mit Schiffen handelte. Neben zahlreichen Yachten entwarf Hope auch mehrere Flugboote. Im Ersten Weltkrieg wurde er 1915 als Lieutenant der Royal Naval Volunteer Reserve zum Dienst bei der Royal Navy einzegogen und entwarf er 1915 im Auftrag des Air Departments der britischen Admiralität das AD Flying Boat, das von Supermarine gebaut wurde. Das Rumpfdesign wurde auch für weitere Flugboote verwendet. Seinen höchsten Rang erreichte er beim Militär als Squadron Leader der Royal Air Force.
Hope war verheiratet und hatte mindestens einen Sohn, Eustace Hope, der im August 1941 im Zweiten Weltkrieg als Group Captain der Royal Air Force in Frankreich fiel.